# Florence Tamagne
Florence Tamagne (1970) es una historiadora francesa especializada en la historia cultural del género y la homosexualidad .

## Vida
Tamagne se graduó en el Instituto de Estudios Políticos de París (IEP) en 1991. En 1993 obtuvo una licenciatura en literatura inglesa en la Universidad de París IV y en 1994 la agrégation en Historia. En 1998 obtuvo con honores su doctorado con la tesis Estudios sobre la homosexualidad en Francia, Inglaterra y Alemania desde principios de la década de 1920 hasta finales de la década de 1930 (Recherches sur l’homosexualité dans la France, l’Angleterre et l’Allemagne du début des années vingt à la fin des années trente) bajo la dirección de Jean-Pierre Azéma.
De 1995 a 1999 Tamagne trabajó como profesora en varios Lycées. Desde 2000 es profesora con misión de investigación (maîtresse de conférences) en la Universidad de Lille III. También ha dado conferencias en el IEP de 2001 a 2005, en la Universidad de París VII de 2003 a 2007 y en la ENS Cachan de 2006 a 2007.

## Obra
El libro Histoire de l'homosexualité en Europe (Berlín, Londres, París, 1919-1939), surgido de su tesis doctoral y publicado en 2000, fue un estudio comparativo de la historia de la homosexualidad en el período de entreguerras y un trabajo pionero en francés. En 2004 se tradujo al inglés. Tamagne también trató el tema de la homosexualidad en otras publicaciones; por ejemplo trabajó en el Dictionnaire des culture gays et lesbiennes y el Dictionnaire de l'homophobie. Su libro Le crime du palace [El crimen del palacio], publicado en 2017, se centra en el asesinato del político y propietario de un teatro musical parisino homosexual Oscar Dufrenne en 1933 y las costumbres de la época. También trabajó en la historia de la música rock y los movimientos juveniles entre las décadas de 1950 y 1970. En 2021 fue comisaria de la primera exposición francesa sobre la historia de los homosexuales bajo el nacionalsocialismo en el Mémorial de la Shoah de París.
Tamagne es miembro del consejo editorial de la revista Revue d'histoire moderne et contemporaine.

### Títulos
- Tamagne, Florence (2000). Histoire de l’homosexualité en Europe (Berlin, Londres, París, 1919–1939). L’Univers historique (en francés). París: Éditions du Seuil. ISBN 2020348845.
- Tamagne, Florence (2001). Mauvais genre ? Une histoire des représentations de l’homosexualité. Les Reflets du savoir. París: La Martinière. ISBN 284675005X.
- Tamagne, Florence (2017). Le Crime du Palace. Enquête sur l'une des plus grandes affaires criminelles des années 1930. París: Payot.

## Premios
- Premio Augustin-Thierry 2017